# Guillermo Rodríguez Lara
Guillermo „Bombita” Rodriguez Lara (ur. 4 listopada 1923) – generał i polityk Ekwadoru.
Jako naczelny dowódca armii doszedł do władzy po przewrocie wojskowym w 1972. 15 lutego 1972 został prezydentem, szefem junty i wojskowym dyktatorem kraju. Realizował program reform społecznych do zakończenia rządów 11 stycznia 1976 (obaliła go armia).